# Clizia Fornasier
Clizia Fornasier (Conegliano, 4 aprile 1986) è un'attrice, personaggio televisivo ed ex modella italiana.

## Biografia
Dopo aver vinto il titolo di "Miss Veneto", partecipa al concorso di Miss Italia 2004, dove vince il titolo nazionale "Miss Sasch Modella Domani". L'anno seguente conduce su Rai 1 Anteprime: aspettando Miss Italia e Varietà e Super varietà. Debutta al cinema nel 2007 con il film Notte prima degli esami - Oggi, per la regia di Fausto Brizzi. Nello stesso anno gira i film Ultimi della classe di Luca Biglione e Grande, grosso e... Verdone di Carlo Verdone, entrambi nelle sale nel 2008. Dopo aver terminato le riprese della serie televisiva di Rai Uno, Tutti pazzi per amore di Riccardo Milani (2009), gira la fiction Piper di Francesco Vicario, in onda su Canale 5, per la quale ha inciso anche un CD, Sole & I Demoni - Back to Piper, che contiene le canzoni cantate all'interno della serie.
Nel settembre del 2010 inizia le riprese di Un medico in famiglia 7 di Elisabetta Marchetti, serie televisiva di Rai Uno, in onda dal 27 marzo 2011, nella quale interpreta Albina Battiston.
Nel 2012 gira a Piacenza il film La finestra di Alice di Carlo Sarti, con Sergio Múñiz, Fabrizio Bucci e Debora Caprioglio.
Nello stesso anno è l'escort di lusso nel film del regista Giulio Manfredonia, Tutto tutto niente niente, con Antonio Albanese.
Nel 2013 interpreta il ruolo di Giada nel film di Massimo Venier, Aspirante vedovo, con Fabio De Luigi e Luciana Littizzetto.
Nel 2013 ha pubblicato un romanzo giallo dal titolo Rajoda (acronimo delle lettere iniziali dei componenti della sua famiglia).
Nel settembre 2013 debutta come concorrente a Tale e quale show, programma d'intrattenimento in dodici puntate su Rai 1, condotto da Carlo Conti dove imita Britney Spears, Elisa, Olivia Newton-John, Nancy Sinatra, Gigliola Cinquetti, Kate Bush, Nada, Annie Lennox, Mal, Cyndi Lauper e Sade. Il 31 dicembre 2013, si esibisce come ospite-cantante nel programma televisivo di Rai 1, L'anno che verrà, condotto da Carlo Conti. L'11 gennaio 2014 è invitata alla prima puntata del programma televisivo di Rai 1, Sogno e son desto di Massimo Ranieri, con il quale canta in duetto Malafemmena/Amapola.
Nel novembre 2014 partecipa nuovamente a Tale e quale show imitando Anggun, Carmen Consoli e Blondie. Dall'aprile del 2015, in seconda serata Rai 1, inizia la co-conduzione settimanale del magazine Top - Tutto quanto fa tendenza, ogni mercoledì, per 10 puntate. Sempre nel 2015, fino alla fine del campionato di calcio 2014-2015, è stata ospite fissa la domenica pomeriggio su Rai 2 della trasmissione Quelli che il calcio, condotta da Nicola Savino. L'esperienza si ripete anche nella stagione del campionato di calcio 2015-2016, dove ricopre ancora il ruolo di inviata negli stadi la domenica pomeriggio su Rai 2 alla trasmissione Quelli che il calcio, condotta da Nicola Savino. Nel 2019 pubblica il romanzo È il suono delle onde che resta, edito da Harper Collins. Nel 2021 è tra le firme del progetto Scrivo per un’amica di Vodafone Italia, una raccolta di racconti scritto da un collettivo di autrici italiane, iniziativa volta a sensibilizzare sul tema della violenza di genere, con il racconto Ho le nuvole sulla pelle.

## Vita privata
Il suo compagno è l'attore Attilio Fontana, conosciuto nel 2013 a Tale e quale show. La coppia ha due figli: Blu, nato il 1º giugno 2016, e Mercuzio, nato il 4 febbraio 2019.

## Filmografia

### Cinema
- Notte prima degli esami - Oggi, regia di Fausto Brizzi (2007)
- Ultimi della classe, regia di Luca Biglione (2008)
- Grande, grosso e... Verdone, regia di Carlo Verdone (2008)
- Tutto tutto niente niente, regia di Giulio Manfredonia (2012)
- La finestra di Alice, regia di Carlo Sarti (2012)
- Aspirante vedovo, regia di Massimo Venier (2013)
- Volevo un figlio maschio, regia di Neri Parenti (2023)
- Il ladro di stelle cadenti, regia di Francisco Saia (2024)

### Cortometraggi
- Ritorno al presente, regia di Max Nardari (2021)
- L'ultimo saluto, regia di Vincenzo Palazzo (2022)

### Televisione
- Tutti pazzi per amore – serie TV (2009)
- Piper, regia di Francesco Vicario – miniserie TV (2009)
- Un medico in famiglia 7 – serie TV (2011)
- Un medico in famiglia 9 – serie TV (2014)
- Di padre in figlia, regia di Riccardo Milani – miniserie TV (2017)
- Camera Café, regia di Fabrizio Gasparetto, episodio Caporale mio caporale – sitcom (2017)
- L'ispettore Coliandro – serie TV, episodio 7x03 (2018)
- I Delitti del Barlume – serie TV, episodio Donne con le palle (2020)

### TV - Programmi
- Miss Italia 2004 (2004) – concorrente
- Anteprime: aspettando Miss Italia (2005) – conduzione
- Varietà e Super varietà (2005) – conduzione
- Tale e quale show (2013) – concorrente
- Tale e quale show - Il torneo (seconda edizione) (2013) – concorrente
- L'anno che verrà (2013) – ospite-cantante
- Sogno e son desto (2014) – ospite di puntata e cantante
- Tale e quale show - Il torneo (terza edizione) (2014) – concorrente
- Quelli che il calcio (2014-2015) – ospite fisso
- Top - Tutto quanto fa tendenza (2015) – co-conduttrice
- Quelli che il calcio (2015-2016) – inviata dagli stadi
- Una voce per Padre Pio (2016) – ospite cantante
- Na Tale e quale show (2016)
- Zero e lode! (2017) – concorrente e ospite di puntate di beneficenza
- Quelli che il calcio (2020-2021) – ospite in studio

### Videoclip
- Strade da disegnare – Ameba 4, regia di Gianluca Saragò (2006)
- Il cantante – Lost, regia di Gabriele Paoli (2010)
- Wanda – Attilio Fontana, regia di Mattia Benetti (2014)
- Terra 2 – Attilio Fontana e Clizia Fornasier, regia di Mattia Benetti (2016)

### Singoli
- Terra 2, con Attilio Fontana (2016)

## Opere
- Rajoda, 2013
- È il suono delle onde che resta, edizioni Harper Collins, 2019